# Hængerøv og Håndtegn
Hængerøv & Håndtegn er rapperen Jonny Heftys første udgivelse i eget navn. Singlen udkom på Sony Music i år 2000. Førsteudgaven blev senere trukket tilbage, da den indeholdt nummeret Fingernem, der gjorde brug af Eminems nummer My Name Is uden at rettighederne til at anvende dette nummer var givet. 

## Nummerlister
- 1. udgave

1. Muggen Røv
2. Tryllebønnen (ft. Jøden)
3. Fingernem
4. Gug Stil (ft. Gug Tang Klan)

- 2. udgave

1. Muggen Røv
2. Tryllebønnen (ft. Jøden)
3. Vandkoger
4. Gug Stil (ft. Gug Tang Klan)